# Benjamin Lee Whorf
Benjamin Lee Whorf (24 d'abril del 1897 a Winthrop, Massachusetts – 26 de juliol del 1941) va ser un lingüista famós dels Estats Units d'Amèrica.
Whorf es coneix internacionalment per mor de les seves teories sobre la relativitat lingüística, en antropologia lingüística, hipòtesi que afirma que la llengua té certa influència sobre el pensament. Es tracta d'un tema important i recurrent en gran part de les seves publicacions; ha estat considerat com un dels pares d'aquesta teoria, anomenada ben sovint "hipòtesi Sapir-Whorf", amb el seu cognom i el del seu mentor Edward Sapir. Després d'estudiar per a enginyer químic, s'interessà en els estudis lingüístics bastant tard en la seva vida, i estudià amb Sapir a la Universitat Yale. Durant els deu darrers anys de la seva vida, dedicà el seu temps lliure als estudis lingüístics, fent recerques de terreny sobre les llengües ameríndies dels Estats Units i de Mèxic. Va aconseguir d'esdevenir un dels lingüistes més influents de la seva època. Va publicar una gramàtica de la llengua hopi, diversos estudis sobre els dialectes nahuatl, sobre l'escriptura jeroglífica maia, i el primer intent de reconstrucció de l'utoasteca. Publicà, a més, un bon nombre d'articles a les revistes de lingüística més prestigioses que tractaven de les maneres en què, al seu parer, els diversos sistemes lingüístics afecten els sistemes de pensament i els costums de comportament dels usuaris de les diverses llengües.